# Loch Dungeon
Loch Dungeon ist ein Süßwassersee in der schottischen Council Area Dumfries and Galloway.

## Beschreibung
Der Loch Dungeon liegt in einer weitgehend unbesiedelten Region der Southern Uplands etwa zehn Kilometer nordwestlich von St John’s Town of Dalry. Die kurze Hügelkette Rhinns of Kells erstreckt sich entlang seines Westufers. Der Loch Dungeon ist nur über unbefestigte Wege erschlossen. Die 7,5 Kilometer östlich verlaufende A713 ist die nächstgelegene größere Straße.
Der unregelmäßig geformte See weist eine Länge von 1,1 Kilometern bei einer maximalen Breite von 530 Metern auf. Er ist auf einer Höhe von 308 Metern gelegen. Der Loch Dungeon nimmt verschiedene kurze Bäche auf. Aus seiner Fläche von 35 Hektar und seiner mittleren Tiefe von 6,9 Metern ergeben sich ein Volumen von 2,44 Mio. Kubikmetern und ein Umfang von rund vier Kilometern. Seine maximale Tiefe beträgt 28,7 Meter. Der See speist sich aus einem 6,42 Quadratkilometer bedeckenden Einzugsgebiet, das sich vornehmlich nach Nordwesten erstreckt. Es umfasst im Wesentlichen Heide- (33 %) und Berglandschaften (26 %), während Grundwasser rund 6 % des Zuflusses ausmacht.
Der Hawse Burn durchfließt den See und mündet in den 800 Meter nördlich gelegenen, kleineren Loch Minnoch. Der aus diesem abfließende Mid Burn entwässert über den Polharrow Burn, das Water of Ken, den Earlstoun Loch, den Loch Ken und den Dee in den Solway Firth.